# Vittorio Bodini
Vittorio Bodini (Bari, 6 gennaio 1914 – Roma, 19 dicembre 1970) è stato un ispanista, traduttore e poeta italiano.
I suoi studi e le sue traduzioni della letteratura spagnola (Federico García Lorca, Miguel de Cervantes, Rafael Alberti, Francisco de Quevedo, Calderón de la Barca) sono ancora oggi da alcuni reputati veri e propri modelli. Si interessò della traduzione delle opere dei poeti surrealisti spagnoli (I poeti surrealisti spagnoli, Einaudi, Torino, 1957) e scrisse anche Sul Barocco di Gòngora (Roma, 1964). Fu un intellettuale che attraversò tutte le correnti artistiche del Novecento europeo (fu, tra l'altro, aeropoeta futurista).

## Biografia
Vittorio Bodini nacque da genitori salentini il 6 gennaio del 1914 a Bari, ma ancora in fasce venne portato a Lecce. Nel 1932 fondò un gruppo futurista leccese, il "Futurblocco". Nel 1937 si iscrisse alla Facoltà di Lettere e Filosofia di Firenze, dove si laureò nel 1940. Qui diventò amico tra gli altri di Mario Luzi, Alessandro Parronchi e Piero Bigongiari. Tornato a Lecce, con Oreste Macrì, curò la terza pagina di Vedetta mediterranea, storico periodico fondato da Ernesto Alvino, poi collaborò a Letteratura, pubblicando le prime poesie; aderì al movimento Giustizia e Libertà e si inserì in Libera Voce.
Nel 1946 si trasferì in Spagna come lettore d'italiano e poi antiquario. Nel 1950 rientrò a Lecce e dopo due anni ebbe la cattedra di Letteratura spagnola presso l'Università di Bari. Nel 1954 fondò L'esperienza poetica, rivista che durò due anni. Continuò ad avere rapporti stabili con il Salento, anche se negli ultimi dieci anni si trasferì a Roma, dove morì il 19 dicembre 1970.
Studioso del barocco, di Luis de Góngora e dei surrealisti spagnoli, Bodini diede vita a importanti traduzioni del Don Chisciotte della Mancia di Cervantes, del Teatro di García Lorca, uscite presso Einaudi, oltre che di riuscite pagine di Francisco de Quevedo, Rafael Alberti, Pedro Salinas, Pablo Neruda ecc.
È autore di numerosi scritti in prosa. Pubblicò inoltre apprezzati libri di poesia. Da ricordare La luna dei Borboni (1952), Dopo la luna (1956), Metamor (1967) e Poesie (1972, raccolta postuma uscita per Arnoldo Mondadori Editore e negli ultimi anni ripubblicata da Besa).

## Opere
- La luna dei Borboni, Ed. della Meridiana, Milano 1952 - finalista al Premio Viareggio [poesie]
- Dopo la luna, Sciascia, Caltanissetta-Roma 1956 - Premio Carducci [poesie]
- La luna dei Borboni e altre poesie, Mondadori, Milano 1962
- Studi sul Barocco di Góngora, Edizioni dell'Ateneo, Roma 1964 [su Luis de Góngora]
- Metamor, Scheiwiller, Milano 1967 [poesie]
- Segni e simboli nella "Vida es sueño", Adriatica, Bari 1968 [su Calderón de la Barca]
- La lobbia di Masoliver e altri racconti, a cura di Paolo Chiarini, All'insegna del pesce d'oro, Milano 1980
- Tutte le poesie (1932-70), a cura di Oreste Macrì, Mondadori, Milano 1983; Besa, Nardò 2000
- I fiori e le spade. Scritti civili (1931-1968), a cura di Fabio Grassi, Milella, Lecce 1984
- Corriere spagnolo (1947-54), Manni, Lecce 1987 [reportage dalla Spagna]
- Il sei-dita e altri racconti, Besa, Nardò 1998
- Barocco del Sud. Racconti e prose, a cura di Antonio Lucio Giannone, Besa, Nardò 2003
- La luna dei Borboni (1952), a cura di Antonio Mangione, Besa, Nardò 2006
- Carteggio Bodini-Erba (1953-1970), a cura di Maria Ginevra Barone, Besa, Nardò 2007 [carteggio con Luciano Erba]
- Dopo la luna (1956), a cura di Antonio Mangione, Besa, Nardò 2009
- Metamor (1967), a cura di Antonio Mangione, Besa, Nardò 2010
- Sud come Europa. Carteggio Bodini-Sciascia (1954-1960), a cura di Fabio Moliterni, Besa, Nardò 2011 [carteggio con Leonardo Sciascia]
- «Carissimo omonimo». Carteggio (1946-1966), a cura di Simone Giorgino, Besa, Nardò 2016 [carteggio con Vittorio Sereni]

### Traduzioni principali
- Federico García Lorca, Teatro, Einaudi 1952
- Desiderius Papp, I due volti del mondo fisico, Bompiani, Milano 1954
- Cervantes, Don Chisciotte, Einaudi, 1957
- Pedro Salinas, Poesie, Lerici, Milano 1958
- Juan Goytisolo, Fiestas, Einaudi, Torino 1959
- Vicente Aleixandre, Picasso, Scheiwiller, Milano, 1962
- I poeti surrealisti spagnoli; Einaudi, Torino 1963 [antologia]
- Rafael Alberti, Poesie, Mondadori, Milano 1964
- Francisco de Quevedo, Sonetti amorosi e morali, Einaudi, Torino 1965
- Rafael Alberti, Degli angeli, Einaudi, Torino 1966
- Rafael Alberti, Il poeta della strada, Mondadori, Milano 1969
- Juan Larrea, Visione celeste, Einaudi, Torino, 1969
- Pablo Neruda, Splendore e morte di Joaquin Murieta, Einaudi, Torino 1970
- Rafael Alberti, Roma pericolo per i viandanti, Mondadori, Milano 1972
- Lazarillo de Tormes, Einaudi, Torino 1972
- Miguel de Cervantes, Intermezzi, Einaudi, Torino 1972
- José Moreno Villa, Giacinta la rossa, Eianudi, Torino 1972